# ツポウテビタ
ツポウ テビタ（Tupou Tevita、1991年9月26日 - ）は、ジャパンラグビーリーグワン三重ホンダヒートに所属するラグビーユニオンの選手。

## プロフィール
- トンガ出身。
- ポジションはフランカー(FL)。
- 身長 189 cm、体重 102 kg
- トンガサムライXVスコッドに選ばれたことがある[1]。
- 7人制日本代表に選ばれたことがある[2]。
- 旧名テビタ・ツポウ[3]。

## 略歴
2011年、日本航空石川卒業後、大東文化大学に入学する。なお日本航空石川時代、副将を務め、高校日本代表候補に選ばれたことがある。
2014年、大東文化大学ラグビー部の副将に就任した。
2015年、大東文化大学卒業後、パナソニック ワイルドナイツ(現・埼玉パナソニックワイルドナイツ)に加入。
2016年8月26日に行われたジャパンラグビートップリーグ第1節のヤマハ発動機ジュビロ戦にて先発出場で公式戦初出場を果たす。
2018年、ラグビーワールドカップセブンズ2018の7人制日本代表に選ばれた。
2019年12月、サンウルブズ2020シーズンスコッドに選ばれた。
2020年、近鉄ライナーズ(現・花園近鉄ライナーズ)に加入。
2024年6月、三重ホンダヒートに入団。